# Rouvres-sous-Meilly
Rouvres-sous-Meilly este o comună în departamentul Côte-d'Or, Franța. În 2009 avea o populație de 100 de locuitori.

## Evoluția populației
| An        | 1975 | 1982 | 1990 | 1999 | 2006 | 2009 |
| --------- | ---- | ---- | ---- | ---- | ---- | ---- |
| Populație | 114  | 104  | 93   | 104  | 102  | 100  |